# Challenger de Guadalajara
EL Jalisco Open es un torneo profesional de tenis. Pertenece al ATP Challenger Series. Se juega desde el año 2011 sobre pistas duras, en Guadalajara, México.

## Palmarés

### Individuales
| Año  | Campeón            | Finalista             | Resultado      |
| ---- | ------------------ | --------------------- | -------------- |
| 2017 | Mirza Bašić        | Denis Shapovalov      | 6–4, 6–4       |
| 2016 | Malek Jaziri       | Stéphane Robert       | 5–7, 6–3, 7–65 |
| 2015 | Rajeev Ram         | Jason Jung            | 6-1, 6-2       |
| 2014 | Gilles Müller      | Denis Kudla           | 6-2, 6-2       |
| 2013 | Alex Bogomolov Jr. | Rajeev Ram            | 2-6, 6-3, 6-1  |
| 2012 | Thiago Alves       | Paolo Lorenzi         | 6-3, 7-64      |
| 2011 | Paul Capdeville    | Pierre-Ludovic Duclos | 7-5, 6-1       |

### Dobles
| Año  | Campeones                               | Finalistas                                  | Resultado        |
| ---- | --------------------------------------- | ------------------------------------------- | ---------------- |
| 2017 | Santiago González Artem Sitak           | Luke Saville John-Patrick Smith             | 6–3, 1–6, [10–5] |
| 2016 | Gero Kretschmer Alexander Satschko      | Santiago González Mate Pavić                | 6–3, 4–6, [10–2] |
| 2015 | Austin Krajicek Rajeev Ram              | Marcelo Demoliner Miguel Ángel Reyes-Varela | 7-5, 4-6, [10-6] |
| 2014 | César Ramírez Miguel Ángel Reyes-Varela | Andre Begemann Matthew Ebden                | 6-4, 6-2         |
| 2013 | Marin Draganja Mate Pavić               | Samuel Groth John-Patrick Smith             | 5-7, 6-2, 13-11  |
| 2012 | James Cerretani Adil Shamasdin          | Tomasz Bednarek Olivier Charroin            | 7-65, 6-1        |
| 2011 | Vasek Pospisil Bobby Reynolds           | Pierre-Ludovic Duclos Ivo Klec              | 6-4, 6-76, 10-6  |